# Тасманийцы

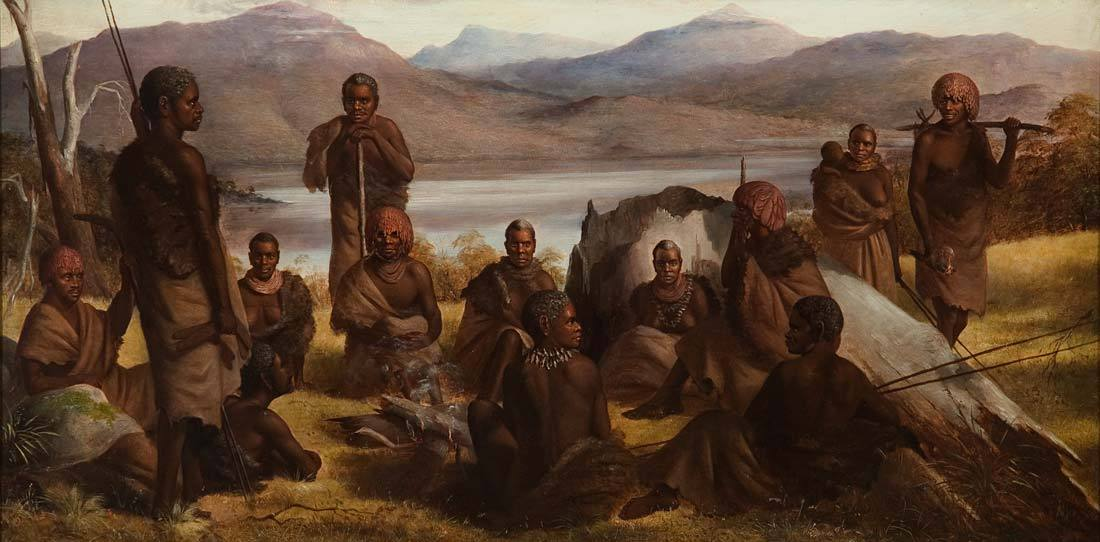
Роберт Хаукер Даулинг. «Группа тасманийцев». 1859 г.

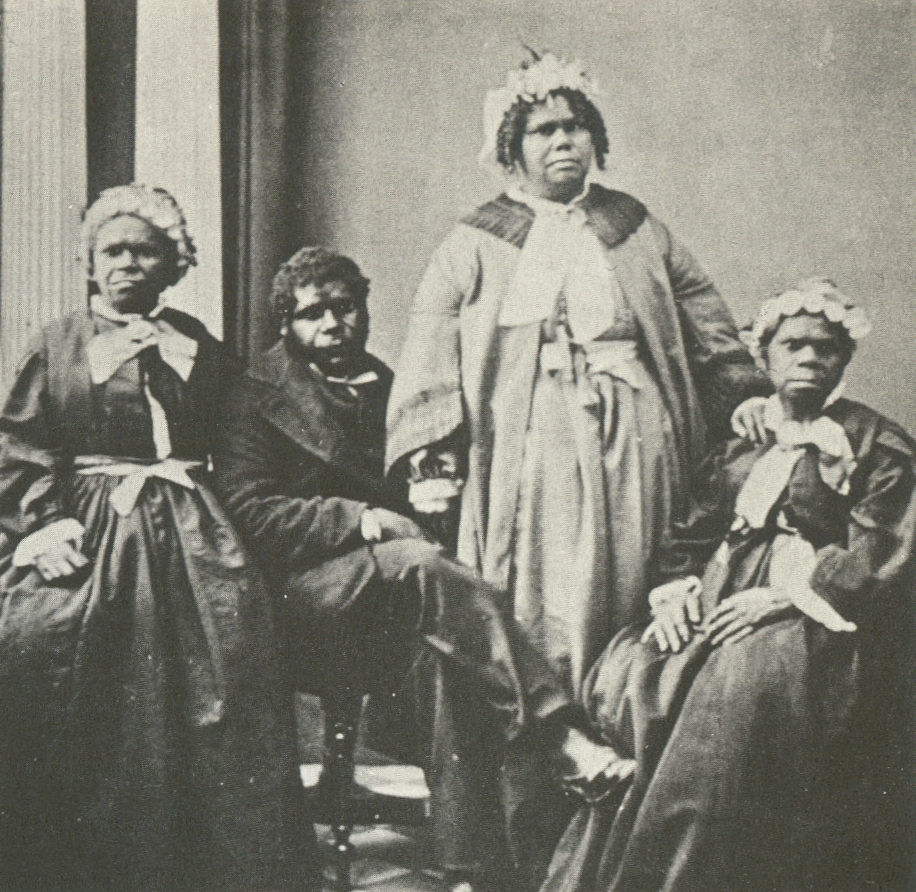
Последние чистокровные тасманийцы (ок. 1860)

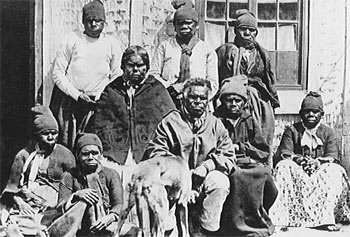
Oyster Cove People

Тасманийцы (самоназвание — палава (англ. Palawa)) — аборигенное население острова Тасмания, принадлежащего Австралии.
C 1803 по 1833 год, в течение всего 30 лет, число тасманийских аборигенов сократилось c 5000 до 300 — в основном, из-за привезенных из Европы болезней и геноцида, развязанного британскими поселенцами при попустительстве властей. Одна из последних чистокровных тасманиек, Труганини, умерла в 1876. В настоящее время живы многие люди, происходящие от тасманийских аборигенов как итог смешанных браков, частично сохраняющие традиционную культуру тасманийцев.
Все тасманийские языки вымерли — сохранились лишь списки слов, а также аудиозаписи на восковых цилиндрах народных песен, которые напела в 1903 году тасманийка Фанни Кокрейн Смит. В настоящее время предпринимаются попытки реконструировать по крайней мере один из языков (палава-кани, буквально — «тасманийский язык») из сохранившихся слов и оживить аборигенную культуру по традициям, которые поддерживаются в некоторых семьях, чей род восходит к аборигенам.

## История
Считается, что первые люди пришли в Тасманию около 40 тыс. лет назад, во время последнего ледникового периода, когда Тасмания и Австралия являли собой единый континент. После того, как около 14 тыс. лет назад уровень моря поднялся и Тасмания была отделена от континентальной Австралии Бассовым проливом, тасманийцы оказались в фактической изоляции. Как показывают данные генетических исследований[каких?], с тех пор они не имели контактов с внешним миром до самого прихода европейских колонизаторов. Из-за такой изоляции, сделавшей невозможным культурный обмен с другими, более технологически развитыми племенами, и постепенного культурного регресса тасманийское общество стало одним из самых примитивных с точки зрения развития технологий: тасманийцы не знали рыболовных крючков и сетей, шипастых копий, любого рода изделий из кости, не владели навыками шитья и — как часто утверждается — добывания огня. Последнее утверждение, впрочем, оспаривается некоторыми историками и этнографами. 
Существует мнение, что некоторые из этих искусств, в том числе изготовление костяных рыболовных крючков, ранее были им знакомы, но впоследствии утрачены. Высказывалось предположение, что, в отличие от засушливой Австралии, богатая природными ресурсами Тасмания с лёгкостью обеспечивала необходимым питанием всё немногочисленное население, так что тасманийцы постепенно отказались от рыбной ловли и охоты на крупную дичь, переключившись на более лёгкую добычу — небольших млекопитающих вроде опоссумов и валлаби, а также кенгуру.
Древнее население Тасмании делилось на племена, которые, в свою очередь, подразделялись на общины и семьи. Самым крупным из них считается племя паредарерме из Устричной бухты, включавшее в себя 10 групп-общин и насчитывавшее до 800 человек.
До указанных существующих представлений бытовала не подтвердившееся предположение о том, что тасманийцы пришли на свой остров из Меланезии. Как отмечал советский этнограф Владимир Рафаилович Кабо, «Культура тасманийцев, их каменная индустрия, оставленные ими наскальные изображения — все это свидетельствует о принадлежности Австралии и Тасмании к единой культурно-исторической общности. Тасманийская культура восходит к наиболее древним пластам австралийской культуры и является как бы ее локальным вариантом. Вариантом, который на протяжении тысячелетий был обречен развиваться в изоляции, чем и объясняется его архаичность — даже в сравнении с культурой аборигенов Австралии, но в этом и его значение, его ценность для истории первобытности».

### Пришествие европейцев
Первооткрыватель Тасмании — Абель Тасман — в середине XVII века не встретил на острове людей; первым европейцем, вступившим в контакт с тасманийскими аборигенами, стал Марк Жозеф Марион-Дюфрен. Поначалу тасманийцы были дружелюбны с пришельцами, но, заметив ещё одну лодку, приближающуюся к острову, испугались и взялись за свои каменные топоры; французы в ответ обстреляли их из мушкетов, убив, по крайней мере, одного аборигена и ранив ещё нескольких. Следующие французские экспедиции, под руководством Жозефа д’Антркасто и Николя Бодена, наладили с тасманийцами дружеский контакт, причём экспедиция д’Антркасто находилась на острове в течение довольно долгого времени. Позднее европейские охотники на тюленей, подолгу жившие на временных стоянках на небольших необитаемых островах близ Тасмании, установили с туземцами торговые отношения: последние покупали у них муку, чай и табак, а также собак, ставших для тасманийцев незаменимым подспорьем в охоте, обменивая их на кожу кенгуру, а также уступая в ответ своих женщин. Тасманийские женщины не только продавались европейцам в жёны, но и предоставляли за плату охотничьи услуги, оставаясь при этом с племенем: они отлично владели навыками охоты на тюленей, а также на другую местную дичь, незнакомую европейским морякам. Одной из самых известных тасманийских женщин, проданных в жёны европейцам, стала Таререноререр, известная также под именем Уэльер: она сбежала от европейцев и, обучив соплеменников обращению с огнестрельным оружием, стала во главе разбойничьей группировки. Торговля женщинами сыграла значительную роль в уменьшении аборигенной популяции тасманийцев: так, в 1830 году в одном из племён на 72 мужчины осталось всего 3 женщины.
В 1803 г. британские колонисты основали в Тасмании первое постоянное поселение. После их прибытия торговля женщинами, а также насильственное похищение тасманиек, участились, так как среди поселенцев почти не было женщин. Кроме того, со временем начали похищать тасманийских детей с целью превращения их в прислугу, то есть, можно сказать, в рабов. Несмотря на осуждение и даже официальный запрет со стороны колониальных властей, полностью «традиция» не исчезла. Наиболее же разрушительное воздействие на коренное население Тасмании оказали принесённые европейцами болезни. Венерические заболевания привели многих женщин к бесплодию, а лёгочные болезни вроде пневмонии и туберкулёза, против которых у тасманийцев не было иммунитета, убили множество взрослых тасманийцев.
К 1820—1830-м годам отношения между колонистами и коренным населением стали крайне напряжёнными. Если первые колонисты ещё обеспечивали местные племена провизией как бы в плату за использование их охотничьих земель, то вновь прибывшие на остров европейцы часто рассматривали тасманийцев как «дикарей» и не желали выполнять эти обязательства. В ответ тасманийцы, которым стало сильно не хватать еды, начали совершать набеги на дома поселенцев в поисках пищи. Столкновения между европейцами и аборигенами вылились в так называемую Чёрную войну, во время которой коренное население Тасмании было почти полностью истреблено. В период с 1831 по 1835 года большая часть выживших тасманийцев (около 200 человек) была переселена на остров Флиндерс в Бассовом проливе. Часть аборигенов ассимилировалась с европейскими колонистами в результате межнациональных браков.

## Законодательное определение «аборигенов»
В июне 2005 года Законодательный совет штата Тасмания утвердил новое определение в Законе об аборигенных землях (Aboriginal Lands Act). Закон был принят с тем, чтобы аборигены смогли избрать свой Совет аборигенных земель (а без определения понятия «абориген» было неясно, кто вправе избирать этот совет).
Согласно закону, лицо имеет право называться «тасманийским аборигеном» в случае, если оно отвечает следующим критериям:
- происхождение (предки);
- самоидентификация;
- признание общиной.

## Компенсации «украденному поколению»
13 августа 1997 года тасманийский парламент принял Заявление об извинении (имелась в виду прежде распространённая политика изъятия детей из аборигенных семей для помещения их «на перевоспитание» в детские дома). Заявление было принято единогласно.

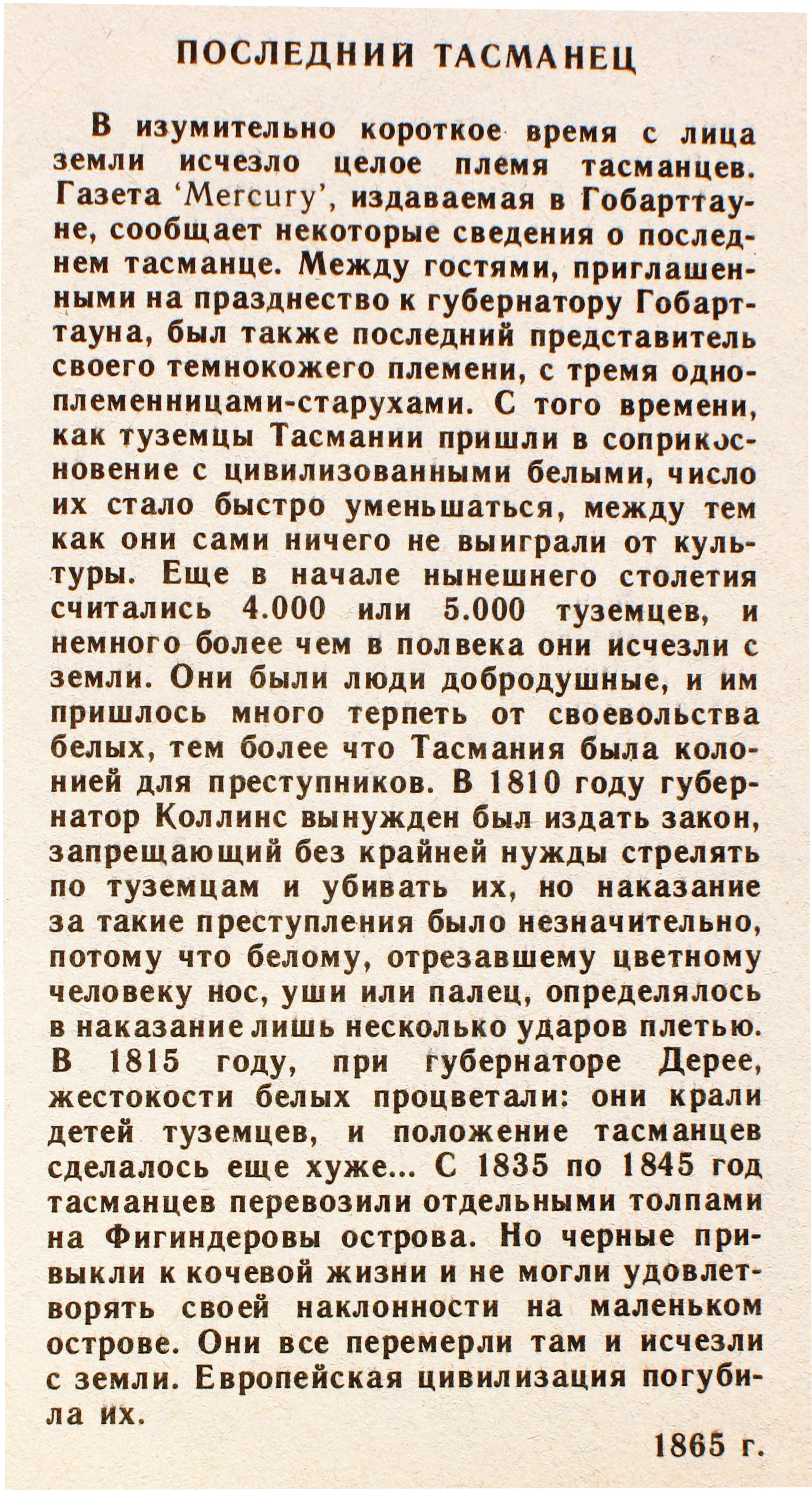
Последний тасманец. Заметка в журнале Вокруг света, 1865 год (репринт 1981 г.)

В ноябре 2006 года Тасмания стала первым австралийским штатом, который предложил финансовую компенсацию «украденному поколению» — потомкам аборигенов, насильственно изъятым из своих семей правительственными органами в период 1900—1972. До 40 потомков аборигенов получили право на компенсацию общим объёмом в 5 млн австралийских долларов.

## Известные тасманийцы
- Труганини — последняя чистокровная тасманийка.
- Фанни Кокрейн Смит, имевшая смешанное происхождение, со слов которой осталась запись тасманийского языка.
- Уильям Лэнн, или «Король Билли».

## Культура и искусство
Как уже упоминалось выше, быт тасманийцев был весьма прост. Они не знали рыбной ловли и питались в основном растениями, моллюсками и мясом местных животных, которых убивали при помощи каменных орудий. Утверждается, что тасманийцы не умели добывать огонь и были способны только его поддерживать, а в случае, если костёр гас, им приходилось идти за огнём к соседней общине, что иногда выливалось в схватку; сегодня, однако, некоторые учёные оспаривают это мнение. Свои немногочисленные пожитки они переносили в плетёных корзинах. Передвигались тасманийцы не только пешком, но и на каноэ из древесной коры.
Тасманийцы не знали шитья и одевались в грубо скреплённые шкуры животных. Они украшали себя ожерельями из раковин, перьями и цветами и расписывали лицо и тело углём и охрой, а также наносили себе декоративные шрамы — вероятно, в ходе какого-то ритуала. Охра, смешанная с жиром, использовалась также для фиксации волос.
Из свидетельств европейских колонистов известно, что тасманийцы умели рисовать, обычно с помощью всё той же охры. К сожалению, большинство их рисунков не сохранились из-за непрочности материалов: как правило, рисовали они по древесной коре, из которой строились каноэ и хижины. Изображали они как абстрактные узоры, так и относительно «реалистичные» сцены охоты или сражений. Тасманийцы любили петь и танцевать: несколько их народных песен дошло до нас в записи Фанни Кокрейн Смит.
О верованиях тасманийских аборигенов известно немногое. По свидетельству миссионера Джорджа Августа Робинсона, опекавшего последнюю тасманийскую общину на острове Флиндерс, тасманийцы верили, что огонь им принесли «два человека с неба». Европейские колонизаторы и миссионеры сообщали, что тасманийцы верят в двух духов, доброго и злого: один управляет днём, другой — ночью. Помимо этих двух главных, были и другие добрые и злые духи: провожая близкого в далёкий путь, тасманийцы пели песни, чтобы задобрить духов и уговорить их ниспослать путнику защиту. Тасманийцы верили в бессмертие души; по сообщению всё того же Робинсона, потусторонний мир в их сознании смешался с Англией, которую они называли «далёкой землёй», и на вопрос, куда уходят мёртвые после смерти, отвечали: «В Англию, где много родных». Тела покойников они сжигали. Другие аборигены верили, что после смерти они снова родятся на родном острове. Кости умерших близких они носили с собой в качестве амулетов, приписывая им способность исцелять болезни.

## В кино
- «Соловей» — режиссёр Дженнифер Кент (Австралия, 2018)
- Сериал «Элен и ребята» — в одной серии есть эпизодический персонаж — тасманиец Камю́.